# Gift of a Friend
«Gift of a Friend» (Regalo de un amigo) es un sencillo promocional del segundo álbum de estudio Here We Go Again de la celebridad estadounidense Demi Lovato. Fue estrenada el 16 de diciembre de 2009 para promocionar la película Tinker Bell and the Lost Treasure.
Esta película está a cargo de Disney y se estrenó el 21 de noviembre de 2009 en España.

## Video musical
Podemos ver a Demi Lovato en el bosque cantando y al mismo tiempo aparecen hadas sobre ella. Cuando ella agarra una foto se ven partes de la película de Tinkerbell y así transcurre todo el video. 

## Posicionamiento en listas
| País           | Lista              | Mejor posición |
| -------------- | ------------------ | -------------- |
| Estados Unidos | Kidz Digital Songs | 8              |